# Menemerus minshullae
Menemerus minshullae är en spindelart som beskrevs av Wesolowska 1999. Menemerus minshullae ingår i släktet Menemerus och familjen hoppspindlar. Inga underarter finns listade i Catalogue of Life.